# Banbreuk
Banbreuk is in het Belgische Strafwetboek de term die gebruikt werd voor het breken van de opgelegde ballingschap door de veroordeelde. 

 Dit misdrijf tegen de openbare veiligheid (art. 338 Sw) werd afgeschaft door de wet van 9 april 1930.
Banbreuk wordt in het strafwetboek samen behandeld met gevallen van verberging. Het is namelijk verboden personen te verbergen of doen te verbergen die wegens een misdaad vervolgd worden of veroordeeld zijn. Hetzelfde geldt voor het verbergen van een lijk.

De maximumstraf hierop is twee jaar gevangenisstraf. 